# Da ist der Wurm drin
Da ist der Wurm drin ist ein Würfelspiel von Carmen Kleinert, das 2011 im Zoch Verlag erschien und im selben Jahr mit dem Kinderspiel-des-Jahres-Preis der Spiel-des-Jahres-Jury ausgezeichnet wurde. Es wird für Kinder ab 4 Jahren empfohlen und kann mit zwei bis vier Spielern gespielt werden. Eine Runde dauert etwa 10 bis 20 Minuten.
Jeder Spieler bewegt mit einem Würfel einen Wurm durch ein Gartenbeet und wettet in der erweiterten Version darauf, welcher Wurm an zwei Zwischenpunkten in Führung liegen wird.

## Ausstattung und Spielablauf
Das Spielbrett hat vier schmale Vertiefungen, in denen sich je ein Wurm vorwärts wühlt. Sie sind über den größten Teil des Spielfeldes abgedeckt, zweimal im Verlauf der Bahnen blickt man durch Schlitze auf die Würmer. Die beiden Schlitze sind mit Gänseblümchen und Erdbeeren markiert.
Jeder Spieler schiebt einen Wurmkopf in seine Bahn. Anschließend bestimmt ein Farbwürfel, wie lang das Wurmstück sein darf, das zur Verlängerung des eigenen Wurms in die Vertiefung geschoben wird, wodurch der Kopf des Wurms nach vorne wandert. Das Spiel endet, wenn ein Wurm seinen Kopf am Ende der Wurmbahn aus der Erde (der Abdeckung) herausstreckt und somit den Komposthaufen erreicht. In der Grundversion für kleine Kinder gewinnt der Besitzer des ersten Wurms.
Ältere Kinder ab 6 Jahren können im Rahmen eines erweiterten Regelwerkes zweimal darauf wetten, welcher Wurm vorne liegt und an den beiden Schlitzen als erstes sichtbar wird. Dazu legen sie ihre Gänseblümchen- und Erdbeer-Plättchen auf die Spur des Wurms, von dem sie glauben, dass er führt. Wer richtig liegt, kann seinen eigenen Wurm um das Gänseblümchen- oder Erdbeer-Stück verlängern und damit seine Siegchancen erhöhen.

## Zielgruppe
Mit einer Eignung ab vier Jahren ist Da ist der Wurm drin selbst innerhalb des Kinderspiels des Jahres für eine junge Zielgruppe geeignet. Die Jury lobt das Spiel als „einfach erlernbares, sehr lustiges Wurm-Wettwühlen“, das „sich durch einfache Regeln und den außergewöhnlichen, wunderbar gestalteten Spielplan besonders für jüngere Kinder eignet.“